# 대런 깁슨
대런 토머스 대니얼 깁슨(Darron Thomas Daniel Gibson, 1987년 10월 25일 ~ )은 북아일랜드 출신의 전 축구 선수이다. 북아일랜드 출신이지만 아일랜드 대표팀으로 뛰었다. 맨체스터 유나이티드 유스팀 출신으로, 2006-07 시즌 때에는 로열 앤트워프 FC, 2007-08 시즌과 2008-09 시즌 때에는 울버햄프턴 원더러스 FC로 임대 생활을 했고, 2010-11 시즌부터는 맨체스터 유나이티드 FC의 2군 멤버로 활동하며 종종 1군 경기에 출장하기도 한다. 강한 중거리슛이 장점이나 중앙 미드필더가 필요로 하는 패스 능력과 시야는 좋지 않은 편이다. 중거리 득점으로 맨체스터 유나이티드를 위기에서 구해낸 적도 몇 번 있다.
2011-12시즌 겨울 이적 시장에서 에버턴 FC로 이적한 뒤, 맨체스터 시티와의 경기에서 결승골을 넣어 팀을 승리로 이끌었다.